# Cubitiera

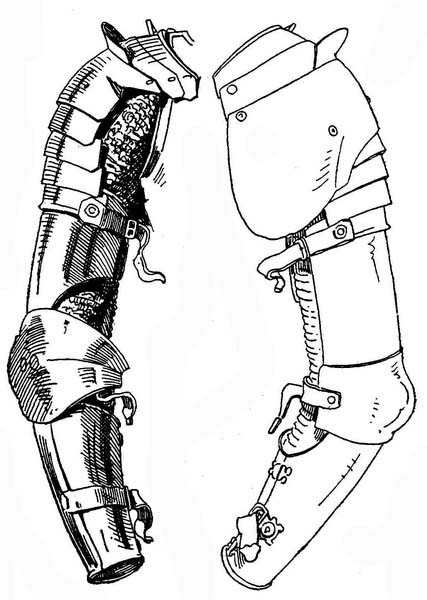
Armatura a piastre - diagramma degli apparati protettivi dell'arto superiore (dall'alto):
spallaccio, rebrace, cubitiera, vambrace.
Ill. di Wendelin Boeheim (1890).

La Cubitiera (Cubitière in lingua francese; Elbowpiece o Couter in lingua inglese; Ellen-bogenkachel o Meusel in lingua tedesca; Nałokcica in lingua polacca) è la parte dell'armatura a piastre che protegge il gomito ed articola tra loro le componenti del bracciale: il vambrace ed il rebrace. Apparsa in Europa nel XIII secolo, restò in uso sino al XVII secolo nelle armature per i corazzieri.

## Storia
La cubitiera (da "cubito", lat. cubitum, i.e. gomito) comparve nella panoplia dei milites basso-medievali nel XIII secolo quale componente aggiuntiva della cotta di maglia: realizzata in piastra di ferro, garantiva maggior protezione alla delicata articolazione dell'arto superiore.
Nel corso del XIV secolo la valenza difensiva della cubitiera venne amplificata con l'aggiunta di rondelle a protezione dell'incavo del braccio, più o meno concomitantemente alla diffusione della rondella ascellare di rinforzo allo spallaccio. Successivamente, all'aprirsi del XV secolo, quando l'armatura "mista" maglia-piastra metallica evolvette verso l'armatura a piastre, la cubitiera, pur mantenendo le sue specifiche mansioni di difesa passiva del gomito, assunse un nuovo ruolo fondamentale: la piastra proteggente l'articolazione centrale dell'arto superiore divenne essa stessa articolazione collegante le due componenti tronco-coniche di piastra in ferro destinate a proteggere l'avambraccio ed il braccio: vambrace e rebrace. Al volgere del Quattrocento, con il diffondersi dell'armatura gotica, la cubitiera assunse la sua forma definitiva, sviluppata in fogge fantasiose e dimensioni considerevoli dagli armorari del tempo. Solitamente, il pezzo portato a protezione del braccio destro, il braccio "armato", era quello più voluminoso e sporgente, onde garantire maggior protezione al gomito più esposto ai colpi di spada, scure, ecc. La cubitiera di sinistra, protetta esternamente dallo scudo, era invece meno ingombrante.
I grandi sconvolgimenti alla prassi militare europea del XVI secolo (diffusione delle armi da fuoco per fanteria e cavalleria, abbandono dell'uso attivo dello scudo in battaglia, codifica del modello strategico Pike and Shot, ecc.), concomitantemente al diffondersi dell'uso dell'armatura a piastre, seppur in modelli "alleggeriti", a corpi di fanteria oltre che di cavalleria, spinse in favore di una nuova evoluzione della cubitiera.

La cavalleria pesante, ora armata di pistola a ruota e spada e non più di lancia e scudo, necessitava di piena mobilità delle braccia e di protezione uniforme sui gomiti, tanto quanto la fanteria pesante (es. lanzichenecchi) armata di picca ed archibugio. La cubitiera divenne un solido manufatto in acciaio, di dimensioni quando più contenute possibili, interamente avvolgente l'articolazione e sviluppante delle "orecchiette" capaci di avvolgere, senza eccessivo ingrombro, le componenti del bracciale.

La successiva evoluzione del rebrace in una manica di lamelle d'acciaio (XVII secolo) non impattò significativamente sulla forma della cubitiera che restò invariata sino al suo abbandono, al volgere del Seicento.

## Costruzione
La cubitiera fu certamente una delle componenti dell'armatura a piastre che più mutò il suo aspetto durante i vari secoli d'utilizzo:
- gli esemplari "primitivi" (XIII sec.) erano dei semplici coni in piastra di ferro assicurati tramite lacci di cuoio all'usbergo;
- nel XIV sec. la cubitiera comincia a sviluppare una propria forma precipua, con l'aggiunta di due rondelle a protezione dell'incavo del gomito;
- la cubitiera "gotica" (fine XV sec. - v. armatura gotica) è un manufatto in piastra d'acciaio di notevoli dimensioni, con le rondelle che sono ormai divenute voluminose alette protendentisi sulle componenti tronco-coniche del bracciale. Alcuni di questi esemplari erano dotati di spuntoni e cuspidi protendentisi verso l'esterno dal vertice del corpo conico centrale del manufatto[2];
- nel corso del XVI sec. le alette della cubitiera si riducono di dimensioni, si avvicinano e perdono gli spigoli puntuti, divenendo delle "orecchiette". Il manufatto è ormai un solido pezzo d'acciaio che avvolge interamente l'articolazione, garantendo la maggior mobilità possibile all'utente.